# Hylochoerus meinertzhageni

O hilochero (Hylochoerus meinertzhageni), também chamado porco-gigante-da-floresta,  ou javali-da-floresta, é uma espécie de enorme suíno nativo da África. É o maior suídeo selvagem existente na natureza. Podem pesar até 275 kg e medir até 2,1 m. O principal alimento do animal é grama, porém também pode se alimentar de frutas, ovos e matéria animal.